# Jonesboromassakern
Jonesboromassakern var en skolmassaker som ägde rum i nordvästra Jonesboro, Craighead County, Arkansas, USA, den 24 mars 1998. Förövarna var Mitchell Johnson (13) och Andrew Golden (11).
På morgonen före massakern stal pojkarna en bil från Johnsons hem, sedan de fyllt den med camping-utrustning, mat och sju vapen som de hade tagit från ett hus tillhörigt den ene pojkens farfar.
Vid ankomsten till skolan satte Andrew igång brandlarmet. När lärare och elever kom utspringande öppnade de båda pojkarna eld. 13 elever och 2 lärare blev träffade, 5 av dem dog. Efter dådet sprang pojkarna tillbaka till bilen och flydde, men stoppades av polisen.
Mitchell Johnson blev frisläppt 11 augusti 2005, samma dag som han fyllde 21 år. Andrew Golden släpptes fri den 25 maj 2007. Golden som senare bytte namn till Drew Grant dog i en bilolycka 27 juli 2019.

## Dödsoffer
- Natalie Brooks, 11
- Paige Ann Herring, 12
- Stephanie Johnson, 12
- Brittheny R. Varner, 11
- Shannon Wright, 32 (lärare)